# Gare de Soudja
La gare de Soudja (en russe : Станция Суджа) est une gare ferroviaire russe, située dans la ville de Soudja, dans l'oblast de Koursk, en Russie.

## Histoire
La ville possède une gare qui était, en 1893 reliée au chemin de fer Moscou-Kiev-Voronej, terminus après la gare de Koreneve. La gare actuelle du chemin de fer Nord-Donetsk a été ouverte en 1910 pour des services réguliers de fret et de passagers. Le bâtiment est classé sous le n°4600000417.